# サーチ&デストロイ (映画)
『サーチ&デストロイ』（Search and Destroy）は1995年のアメリカ映画。
経営不振の実業家が、有名人の著書を映画にしようと、様々な騒動を繰り広げるブラックコメディ。

## キャスト
- マーティン・マーカイム - グリフィン・ダン（日本語吹替：田中信夫）
- ルーサー・ワクスリング博士 - デニス・ホッパー（穂積隆信）
- キム・ユランダー - クリストファー・ウォーケン（小川真司）
- ロン - ジョン・タトゥーロ（水野龍司）
- ロジャー - イーサン・ホーク
- ローレン・マーカイム - ロザンナ・アークエット
- ダニエル・ストロング - ロバート・ネッパー
- マリー・ダヴェンポート - イリーナ・ダグラス
- 会計士 - マーティン・スコセッシ
- ロブ - デヴィッド・ソーントン
- 仕立て屋 - ダン・ヘダヤ
- ダンサー - キャロル・アーミテージ
- ドロシー - アマンダ・プラマー
- パンフィロ - エンジェル・デビッド
- キムの秘書 - タニア・フォルコット
- "Dead World"クルー - ターニー・ウェルチ